# Sabotage (cançó)
«Sabotage» és un cançó de la banda novaiorquesa de hip-hop Beastie Boys. Va ser llençada com el primer senzill extret del seu quart àlbum Ill Communication, de 1994. És considerat uns dels grans èxits del grup, conegut per la seva agressivitat al rapejar i pel seu solo de guitarra amb un efecte de so semblant al d'un grinyol. La cançó està present als videojocs Guitar Hero III Legends of Rock, com a cançó final en mode cooperatiu de la primera fase, i a Rock Band. També apareix en la pel·lícula Star Trek Beyond.
El videoclip de «Sabotage» va ser dirigit per Spike Jonze i a bastament emès per l'MTV. El videoclip és una paròdia de les sèries policials dels anys 1970, tals com Hawaii Five-O, The Streets of San Francisco, S.W.A.T., Baretta i Starsky & Hutch. En ell hi apareixen els membres del grup vestint roba de l'època, lluint un bigot espès i ulleres de policia, enmig de persecucions tot intercalant primers plans de les seves cares en els quals apareixen els seus noms com si fossin els crèdits de l'obra.